# レオン・ゴーティエ

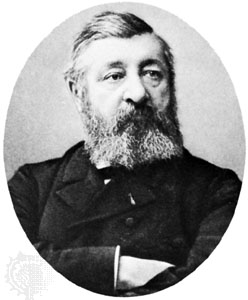
レオン・ゴーティエ

エミール・テオドール・レオン・ゴーティエ（1832年8月8日 – 1897年8月25日）はフランスの文学者、フランス国立古文書学校教授。武勲詩研究に顕著な功績を残し、ローランの歌などの作品の普及に努めた。

## 代表的な作品
- 『フランスの叙事詩』（1865/68）
- 『ローランの歌』（1872）
- 『騎士道』（1884）
- 『中世の典礼詩の歴史』（1886）
- 『19世紀の肖像　詩人と小説家（1894/95）
- 『19世紀の肖像　歴史家と評論家過去』（1894/95）